# مهدی آستانه‌ای
مهدی آستانه‌ای (۱۳۰۶–۱۳۷۸) نماینده لاهیجان در دوره بیست و چهارم مجلس شورای ملی و سومین دوره مجلس مؤسسان بود.
مهدی آستانه‌ای در سال ۱۳۰۶ به دنیا آمد. پدرش حاج عبدالله آستانه ای از تجار سرشناس گیلان بود. او پس از اتمام دوره مقدماتی در رشت به تهران رفته و در رشته حقوق از دانشگاه تهران فارغ‌التحصیل شد. عمده فعالیتهای در مطبوعات و اتاق بازرگانی استان گیلان بود که وی مدتی نیابت اتاق بازرگانی رشت را بر عهده داشت.
او در سال ۱۳۴۶ به عنوان نماینده مردم رشت در مجلس مؤسسان سوم انتخاب شد و در سال ۱۳۵۴ نیز در دوره ۲۴ مجلس شورای ملی به عنوان نماینده مردم لاهیجان فعالیت خود را در مجلس آغاز کرد که به دلیل انقلاب ۱۳۵۷ بعد از آن امکان ادامه فعالیت برای او میسر نشد. پس از انقلاب ۱۳۵۷، اموالش توسط دولت جمهوری اسلامی تصرف شد. او بعد از انقلاب به کار بازرگانی و فعالیتهای مطبوعاتی خود ادامه داد. از کتاب‌های او می‌توان به رمان دو عروسی اشاره کرد.